# 1814
1814. је била проста година.

## Догађаји

### Јануар
- 14. јануар — Дански краљ Фредерик VI је према Килском споразуму препустио Норвешку Шведској у замену за повраћај Помераније.

### Фебруар
- 8. фебруар — Битка код Минча
- 10. фебруар – Битка код Шанпобера
- 12. фебруар – Битка код Шато-Тјерија (1814)
- 27. фебруар — Битка код Бар-сир-Оба

### Март
- 7. март — Француска војска под командом Наполеона Бонапарте је поразила удружену пруско-руску војску у бици код Краона.
- 9. март — 10. март — Битка код Лана
- 28. март — Британска краљевска морнарица је поразила Америчку морнарицу у бици код Валпараиса.

### Април
- 1. април — У Лондону су инсталиране прве лампе плинског уличног освјетљења.
- 4. април — Наполеон Бонапарта је први пут абдицирао и именовао свог сина Наполеона II за цара Француске.

- 11. април — Постигнут је споразум из Фонтенблоа према којем је Наполеон Бонапарта абдицирао и био прогнан на острво Елба.

### Мај
- 17. мај — Норвешка прогласила независност од Шведске и усвојила нови устав.
- 30. мај — Потписан Париски мир којим је окончан рат шесте коалиције.

### Август
- 26. јул — 14. август – Шведско-норвешки рат

- 13. август — Уједињено Краљевство и представници Низоземске републике су потписали споразум којим су Холанђанима враћене територије у поседу пре Наполеонових ратова осим Рта добре наде.
- 23. август — Британци су у Другом англо-америчком рату заузели Вашингтон, спалили и разорили град.

### Септембар
- 1. септембар — Почетак Бечког конгреса
- 11. септембар — Амерички бродови су поразили британске бродове у бици на језеру Шамплејна чиме је осујећена британска инвазија северног дела САД.
- 13. септембар — Британске снаге су током битке за Балтимор напале америчку тврђаву Форт Макхенри, што је касније инспирисало Франсиса Скота Кија да напише Барјак искићен звездама, будућу химну САД.
- 19. септембар — У Пожешкој нахији избила Хаџи Проданова буна.

### Новембар
- 4. новембар — Проглашен је устав Норвешке, којим је та земља постала независна краљевина, везана за Шведску персоналном унијом.

## Рођења

### Август
- 11. август — Иван Мажуранић, хрватски књижевник и политичар
- 13. август — Андерс Јонас Ангстрем, шведски физичар († 1874)

## Смрти

### Јануар
- 27. јануар — Јохан Готлиб Фихте, немачки филозоф

### Март
- 26. март — Жозеф Гијотен, француски лекар

### Јун
- 29. јун — Жозефина де Боарне, француска царица, прва супруга Наполеона I

### Јул
- 12. јул — Вилијам Хау, британски генерал

### Септембар
- 8. септембар — Марија Каролина Аустријска, сардинијска краљица

### Децембар
- 2. децембар — Маркиз де Сад, француски аристократа и књижевник

### Непознат датум
- Википедија:Непознат датум — Преподобномученик Јевтимије - хришћански светитељ.